# Alarme de incêndio

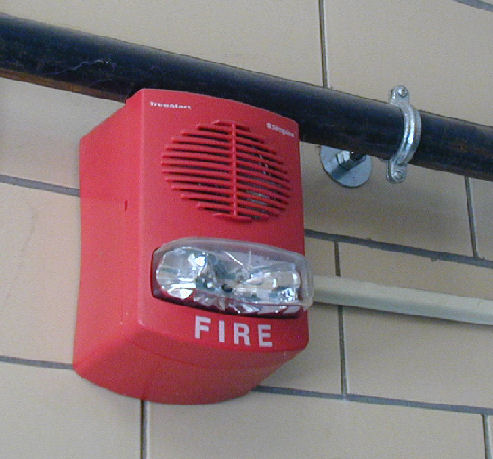
Imagem ilustrativa

O alarme de incêndio é o sistema responsável pela informação de todos os usuários envolvidos em uma determinada área da iminência da ocorrência de um incêndio ou no princípio do mesmo.
Normalmente um sistema deste tipo é instalado nas instalações a proteger e não precisa de alterações no futuro.
É constituído por detectores automáticos, baseados na detecção de fumo, chama ou calor, por acionadores manuais, baseados na observação humana do princípio de incêndio para posterior acionamento do alarme que envia alerta para uma central de alarme. 
Esta central de alarme por sua vez envia sinais de alerta para dispositivos de sinalização audiovisual como sirenes e luzes de emergência.
No Brasil, a norma técnica oficial que define os parâmetros dos sistemas de alarme e detecção de incêndio é a norma ABNT NBR-9441 cuja última revisão foi publicada em 1998.. Esta foi cancelada em 01/10/2010 e substituída pela ABNT NBR 17240:2010.

Em Portugal é o Decreto-Lei n.º 220/2008 de 12 de Novembro de 2008 que define toda a regulamentação.